# Netherworld
Netherworld is een videospel van het type shoot 'em up. Het spel is beschikbaar voor diverse platforms en werd uitgebracht in 1989.

## Platforms
| Jaar | Platform                                                |
| ---- | ------------------------------------------------------- |
| 1988 | Amiga, Amstrad CPC, Atari ST, Commodore 64, ZX Spectrum |
| 1990 | DOS                                                     |

## Ontvangst
| Beoordeeld door                       | Platform     | Datum          | Score |
| ------------------------------------- | ------------ | -------------- | ----- |
| Zzap!                                 | Amiga        | januari 1989   | 83%   |
| ACE (Advanced Computer Entertainment) | Commodore 64 | oktober 1988   | 82%   |
| Your Sinclair                         | ZX Spectrum  | februari 1989  | 80%   |
| ACE (Advanced Computer Entertainment) | Amstrad CPC  | maart 1989     | 78%   |
| Power Play                            | Atari ST     | oktober 1988   | 75%   |
| Power Play                            | Commodore 64 | september 1988 | 73%   |
| ST Action                             | Atari ST     | oktober 1988   | 65%   |
| ST/Amiga Format                       | Amiga        | november 1988  | 64%   |
| Joystick (German)                     | Amiga        | januari 1989   | 50%   |